# Міріостома шийкова
Міріостома шийкова, міріостома дірчаста, міріостома стрижневидна (Myriostoma coliforme) — вид грибів монотипного роду миріостома (Myriostoma). Сучасну біномінальну назву надано у 1842 році.

## Будова
Рудуваті плодові тіла спочатку приплюснуто-кулясті та біля основи звужені, 2–10 см завширшки, 4–5 см заввишки. Товстий м'ясистий екзоперидій рудувато-коричневого кольору, з часом стає твердий і ламкий. При дозріванні екзоперидій розривається до половини або майже до основи на 7–10 загострених на кінцях лопатей, що піднімають плодове тіло над ґрунтом, вигинаючися донизу. Тонкий горбкуватий ендоперидій спочатку сірувато-білий, згодом жовтувато-коричневий. Він звужується біля основи, утворюючи декілька шийкоподібних виростів, які з'єднують його з екзоперидієм. Спори вивільняються через численні округлі отвори на опуклому боці ендоперидію. Під ендоперидієм знаходиться рудувато-коричнева порошиста глеба. Світлокоричневі кулясті спори, 6–7,5 (до 11) мкм у діаметрі, мають сосочкоподібні бородавки. Нитчастий капіліцій складається з коротких, до 2 мм, загострених гіф.

## Життєвий цикл
Плодові тіла Myriostoma coliforme з'являються восени і довго зберігаються.

## Поширення та середовище існування
Поширений на всіх континентах окрім Антарктиди. В Україні зустрічається на території Харківського Лісостепу, Правобережного та Старобільського злаково-лучних Степів, Лівобережного злакового Степу та Південного берега Криму. Росте на піщаних ґрунтах соснових і сосново-листяних (акацієвих) лісів.

## Природоохоронний статус
В Україні охороняється в Луганському природному заповіднику, національному природному парку «Гомільшанські ліси», у Нікітському ботанічному саду і у дендропарку «Веселі Боковеньки» (Кіровоградська обл.). Включений до третього видання Червоної книги України (2009 р.).